# دوزخ، برزخ، بهشت
دوزخ، برزخ، بهشت فیلمی به کارگردانی و نویسندگی بیژن میرباقری و تهیه‌کنندگی سعید شاهسواری محصول سال ۱۳۸۷ است.

## خلاصه فیلم
اپیزود اول: زن و شوهری پس از سالها همدیگر را می‌بینند. اپیزود دوم: مردی پس از سالها یاد عشق قدیمی اش می‌افتد. اپیزود سوم: زنی تصمیم می‌گیرد پس از مرگ شوهرش، کار او را ادامه دهد.

## بازیگران
- علی مصفا
- مهتاب کرامتی
- مسعود رایگان
- مسعود کرامتی
- پریوش نظریه
- آتیلا پسیانی
- رحیم نوروزی
- امیر آقایی
- ژاله شعاری